# Szent Erhard
Regensburgi Szent Erhard (németül: Erhard von Regensburg), (? – Regensburg, 707) szentként tisztelt kora középkori regensburgi püspök.
Angliában született, és misszionáriusként ment a kontinensre, Bajorországba az evangéliumot terjeszteni. A Rajna-vidékén megkeresztelte Ottiko herceg vakon született leányát, a későbbi Szent Ottiliát, aki a legenda szerint a keresztség után visszanyerte a látását. Erhard később a Regensburgi egyházmegye püspöke lett, és ebben a méltóságban hunyt el 707 körül. Az egyház szentként tiszteli, ünnepét január 8. napján üli.